# (12283) 1991 EC
(12283) 1991 EC là một tiểu hành tinh vành đai chính. Nó được phát hiện bởi Atsushi Sugie ở Dynic Astronomical Observatory Nhật Bản, ngày 9 tháng 3 năm 1991.